# Scolopendra subspinipes mutilans
Scolopendra subspinipes mutilans (лат.) — подвид губоногих многоножек вида Scolopendra subspinipes. Обитает на территории восточной Азии и Австралии. Тело преимущественно тёмно-зелёное длиной до 11 см. Голова жёлто-красная. На лапках 20 паре ног имеется шпора. Яд обладает противомикробными и противовоспалительными свойствами и используется в медицине.
Самки выводят потомство, охраняя яйца, обернувшись вокруг них своим телом, пока те не вылупятся.
Scolopendra subspinipes mutilans известна незначительной агрессивностью к сородичам, что является редкостью среди гигантских многоножек и позволяет ей жить сообществами.